# 673

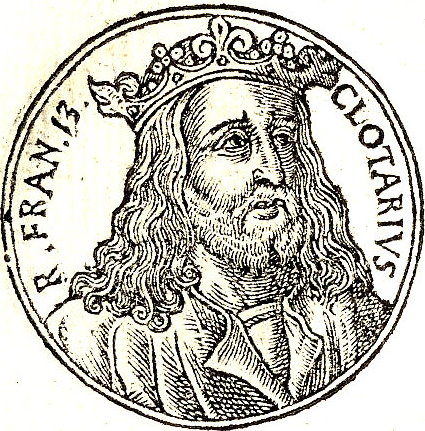
Koning Chlotharius III (652-673)

Het jaar 673 is het 73e jaar in de 7e eeuw volgens de christelijke jaartelling.

## Gebeurtenissen

### Brittannië
- 4 juli - Koning Egbert I van Kent overlijdt na een regeerperiode van bijna 9 jaar. Hij wordt opgevolgd door zijn broer Hlothhere die een rechtsstelsel invoert.

### Europa
- Koning Chlotharius III van Neustrië en Bourgondië overlijdt na een regeerperiode van 16 jaar en wordt opgevolgd door zijn jongste broer Theuderik III.
- De Bourgondische adel onder leiding van bisschop Leodegarius en Eticho I komt in opstand. Ebroin, hofmeier van Neustrië, wordt gevangengenomen.
- Koning Childerik II van Austrasië wordt alleenheerser over het Frankische Rijk. Hij onttroont zijn broer Theuderik III en verbant hem naar een klooster.

## Religie
- Synode van Hertford: In een kerkelijke vergadering onder leiding van Theodorus van Tarsus wordt voor de Engelse kerk het canoniek recht vastgesteld.
- Ethelreda, Angelsaksische prinses, keert terug naar East Anglia en sticht de abdij van Ely (Cambridgeshire).

## Geboren
- Beda, Angelsaksisch monnik en geschiedschrijver (of 672)
- Guthlac, Angelsaksisch monnik (overleden 714)
- Zhang Jiuling, Chinees dichter en politicus (overleden 740)

## Overleden
- Chlotharius III (21), koning van Neustrië en Bourgondië
- 4 juli - Egbert I, koning van Kent
- Remaclus, bisschop van Maastricht (waarschijnlijke datum)
- Yan Liben, Chinees schilder